# Ye Changchi

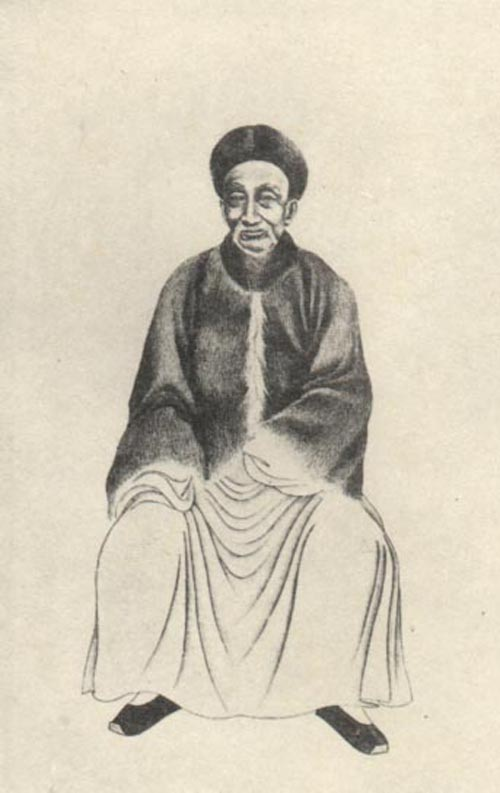
Ye Changchi

Ye Changchi (chinesisch 葉昌熾 / 叶昌炽, Pinyin Yè Chāngchì; * 1849; † 1917) war ein chinesischer Historiker, Bibliophiler und Beamter. Er zählt zu den Pionieren der Dunhuang-Forschung.